# Никола Русев (социалист)
 Тази статия е за солунският печатар.  За драматурга вижте Никола Русев.  
Никола Русев е български общественик и печатар.

## Биография
Към есента на 1894 година Русев често се среща в София с Гоце Делчев, който тогава е уволнен от военна служба и очаква да замине на учителска служба в Македония. Според Туше Делииванов, по това време социалиста Русев издава няколко броя на революционен лист, предназначен за Македония.
Русев е член е на Българската работническа социалдемократическа партия (тесни социалисти).
Работи в печатницата „Надежда“ в Плевен. Около 1908 година тази печатница се съединява с печатницата „Самарджиев“ в Солун и Русев се преселва за да работи в нея. Наскоро след пристигането става секретар на социалдемократическа група и председател на управлението на синдиката на печатарските работници в Солун. През лятото и есента на 1909 година е част от редакционния комитет на краткотрайния вестник „Работнически вестник“, орган на Социалистическата работническа федерация в Солун.